# Désoxyguanosine
La désoxyguanosine est un nucléoside. On la trouve aussi sous la forme phosphatée désoxyguanosine monophosphate.